# Transportes Aéreos da Bacia Amazônica
A Transportes Aéreos da Bacia Amazônica, mais conhecida pela abreviatura TABA, foi uma companhia aérea brasileira, fundada em 1976 e encerrada em 1999.
A TABA teve seus serviços iniciados em 29 de abril de 1976, após uma iniciativa do Governo Federal. Sua área de atuação compreendia aproximadamente a região Norte e parte da região Centro-Oeste do Brasil, especificamente os estados do Acre, Amazonas, Amapá, Rondônia, Roraima, além de partes do Pará e Mato Grosso.

## História

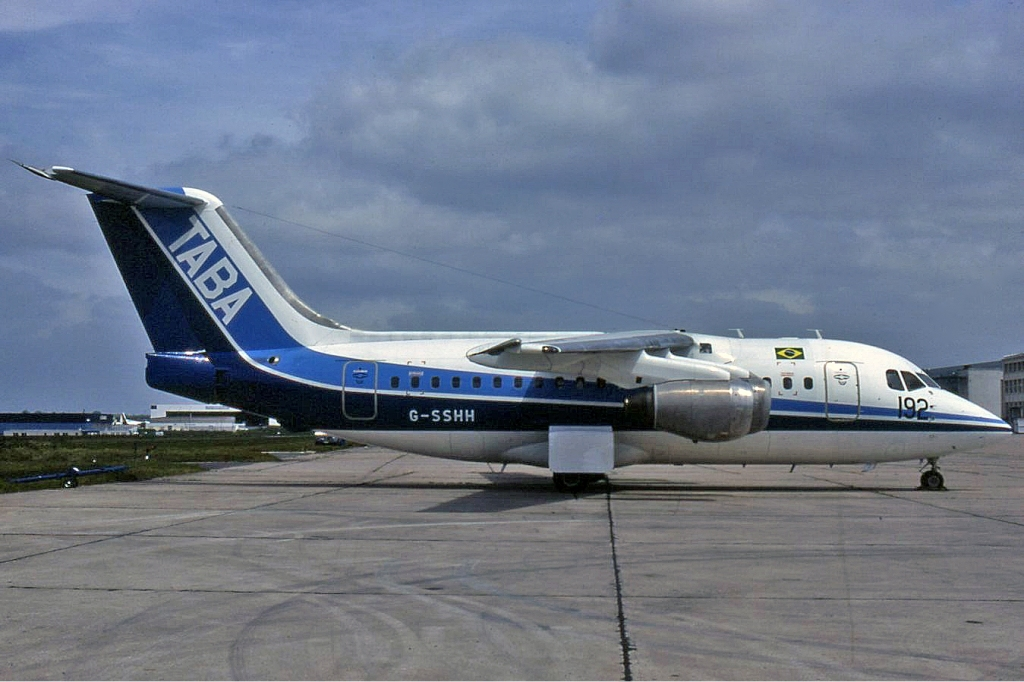
British Aerospace BAe 146-100 da TABA no Aeroporto de Paris - Le Bourget, em 1983.

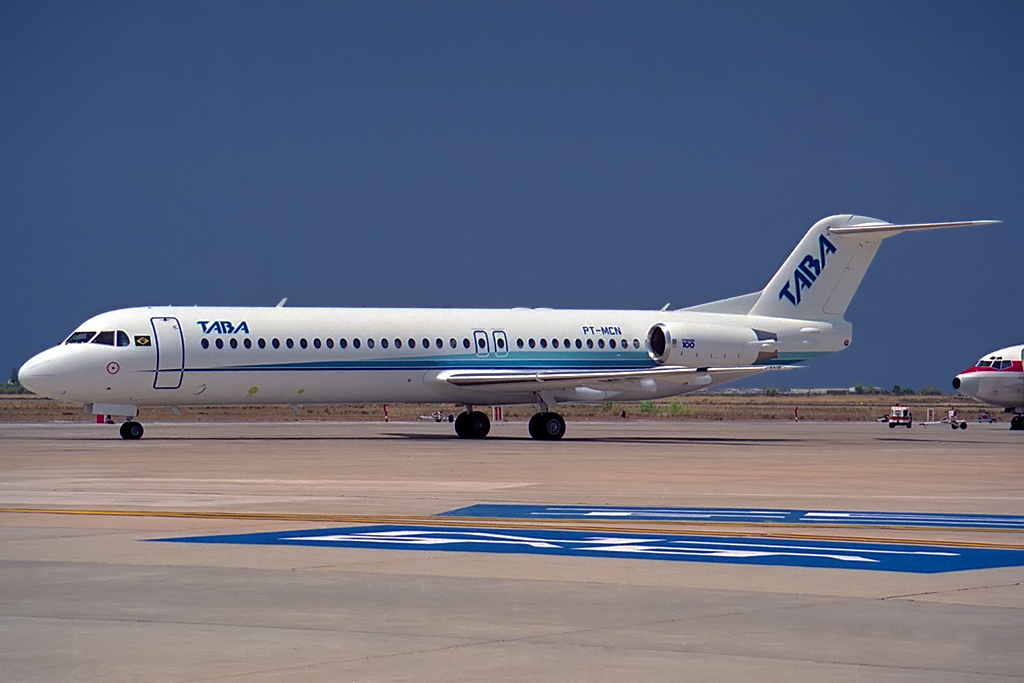
Fokker 100 da TABA em 1993.

Em 1970, a Paraense Transportes Aéreos encerrou suas atividades. Um dos antigos acionistas do Lóide Aéreo Nacional, antes da Venda para a VASP, Marcílio Jacques Gibson que havia comprado a Norte Táxi Aéreo, passou a preencher as rotas deixadas pela Paraense.
Em novembro de 1980, a TABA realizava voos para 34 cidades com uma frota de 10 EMB 110 Bandeirante e 4 Fairchild Hiller FH-227B. Entre 1983 e 1985 a TABA operou 2 British Aerospace BAe 146 na rota Belém-Val de Cães/Itaituba/Alta Floresta/Cuiabá/Vilhena/Ji-Paraná/Porto Velho.
Em 1991, o Governo Federal levantou as restrições geográficas para as operações de companhias aéreas regionais, a TABA inaugurou serviços para o Aeroporto Santos Dumont e Belo Horizonte-Pampulha, ligando essas duas cidades à sua rede já estabelecida na Bacia Amazônica. Durante este período, a TABA também iniciou a renovação da sua frota, substituindo o Fairchild Hiller FH-227B pelo Bombardier Dash 8-300.
Em 1992, a TABA iniciou os serviços para Georgetown, na Guiana, sendo a primeira companhia aérea regional a estabelecer voos internacionais.
Em 1993, TABA teve um faturamento de US$44 milhões.
A TABA operou 2 Fokker 100 entre 1993 e 1995, mas as dificuldades econômicas crescentes levaram ao fim do contrato de locação. Para tentar substituir os serviços efetuados por estes aparelhos, a TABA fretou um Boeing 727-200 pertencente ao operador charter brasileiro Air Vias nos dias úteis. O contrato terminou em novembro de 1995, quando a Air Vias deixou de voar.
As operações com o Dash 8-300 também foram canceladas em 1996 e os aviões foram devolvidos ao locador.
Em 1997, o TABA já se encontrava em sérios problemas econômicos e, finalmente, em 1999, cessou suas atividades aéreas.

## Frota
| Aeronaves                   | Total | Anos de operação | Notas                   |
| --------------------------- | ----- | ---------------- | ----------------------- |
| Beechcraft D-18S/H-18S      | 7     | 1976–1979        |                         |
| Curtiss C-46 Commando       | 1     | 1976–1981        |                         |
| Embraer EMB 110 Bandeirante | 11    | 1976–1999        |                         |
| Fairchild Hiller FH-227B    | 8     | 1976–1999        |                         |
| British Aerospace 146       | 2     | 1983–1985        |                         |
| Bombardier Dash 8-300       | 6     | 1991–1996        |                         |
| Fokker 100                  | 2     | 1993–1995        |                         |
| Boeing 727-200              | 1     | 1995–1995        | chartered from Air Vias |

## Acidentes e incidentes

### Acidentes
- 31 de janeiro de 1978: um Embraer EMB 110 Bandeirante de matrícula PT-GKW despenhou-se ao decolar de Eirunepé. A tripulação de 2 pessoas morreu, mas os 14 passageiros sobreviveram.[7]
- 12 de junho de 1982: um Fairchild Hiller FH-227, matrícula PT-LBV, que fazia a rota de Eirunepé para Tabatinga, ao aproximar-se de Tabatinga, colidiu com um poste em condições de má visibilidade e despenhou-se num parque de estacionamento. Todos os 40 passageiros e 4 tripulantes morreram.[8][9]
- 23 de junho de 1985: um Embraer EMB 110 Bandeirante, matrícula PT-GJN, que voava de Juara para Cuiabá, quando se aproximava para aterrar em Cuiabá, teve problemas técnicos no motor número 1. Foi tentado um pouso de emergência, mas a aeronave estolou e caiu a 1 km da pista. Todos os 17 ocupantes morreram.[10][11]
- 6 de junho de 1990: um Fairchild Hiller FH-227, matrícula PT-ICA, que voava de Belém-Val de Cans para Cuiabá via Altamira, Santarém, Itaituba e Alta Floresta, quando se aproximava para aterrar sob nevoeiro em Altamira, desceu abaixo da trajetória de aproximação, colidiu com árvores e despenhou-se a 850 m da pista. Dos 41 passageiros e tripulantes, 23 morreram.[12][13]
- 5 de janeiro de 1993: um Fairchild Hiller FH-227, matrícula PT-LCS, que efetuava um voo de carga de Belém-Val de Cans para Altamira, despenhou-se na selva perto de Altamira durante os procedimentos de aproximação noturna. A tripulação de 3 pessoas morreu.[14]
- 28 de novembro de 1995: um Fairchild Hiller FH-227, matrícula PP-BUJ, que efetuava um voo de carga de Belém-Val de Cans para Santarém, despenhou-se na sua segunda tentativa de aproximação a Santarém. A tripulação de 2 pessoas e 1 dos 2 ocupantes morreram.[15]

### Incidentes
- 6 de março de 1991: um Embraer EMB 110 Bandeirante que voava para Manaus foi sequestrado perto de São Gabriel da Cachoeira por 3 pessoas.[16]
- 15 de dezembro de 1994: um Embraer EMB 110 Bandeirante que fazia a rota de Carauari e Tefé para Manaus foi sequestrado por dois cidadãos colombianos. Os passageiros foram libertos próximo de Tabatinga e a aeronave foi levada para a Colômbia. A tripulação foi liberta na Embaixada do Brasil em Bogotá.[17]